# Campionato francese di rugby a 15 1896-1897
Il Campionato francese di rugby a 15 1896-1897 fu la sesta edizione del Campionato francese di rugby a 15 e fu vinto dallo Stade français.
Cinque club parigini parteciparono al torneo: Stade français, Union Athlétique du Ier, Racing club di Francia, Cosmopolitan Club, Union Sportive de l'Est, e Olympique.

## Classifica finale
1. Stade français: 10 punti
2. Olympique: 8 punti
3. Racing: 6 punti
4. Cosmopolitan: 2 punti
5. Union Sportive de l'Est: 2 punti
6. Union Athlétique: 2 punti

Il Cosmopolitan dichiarò forfait contro lo Stade français e il Racing.